# Канелюра

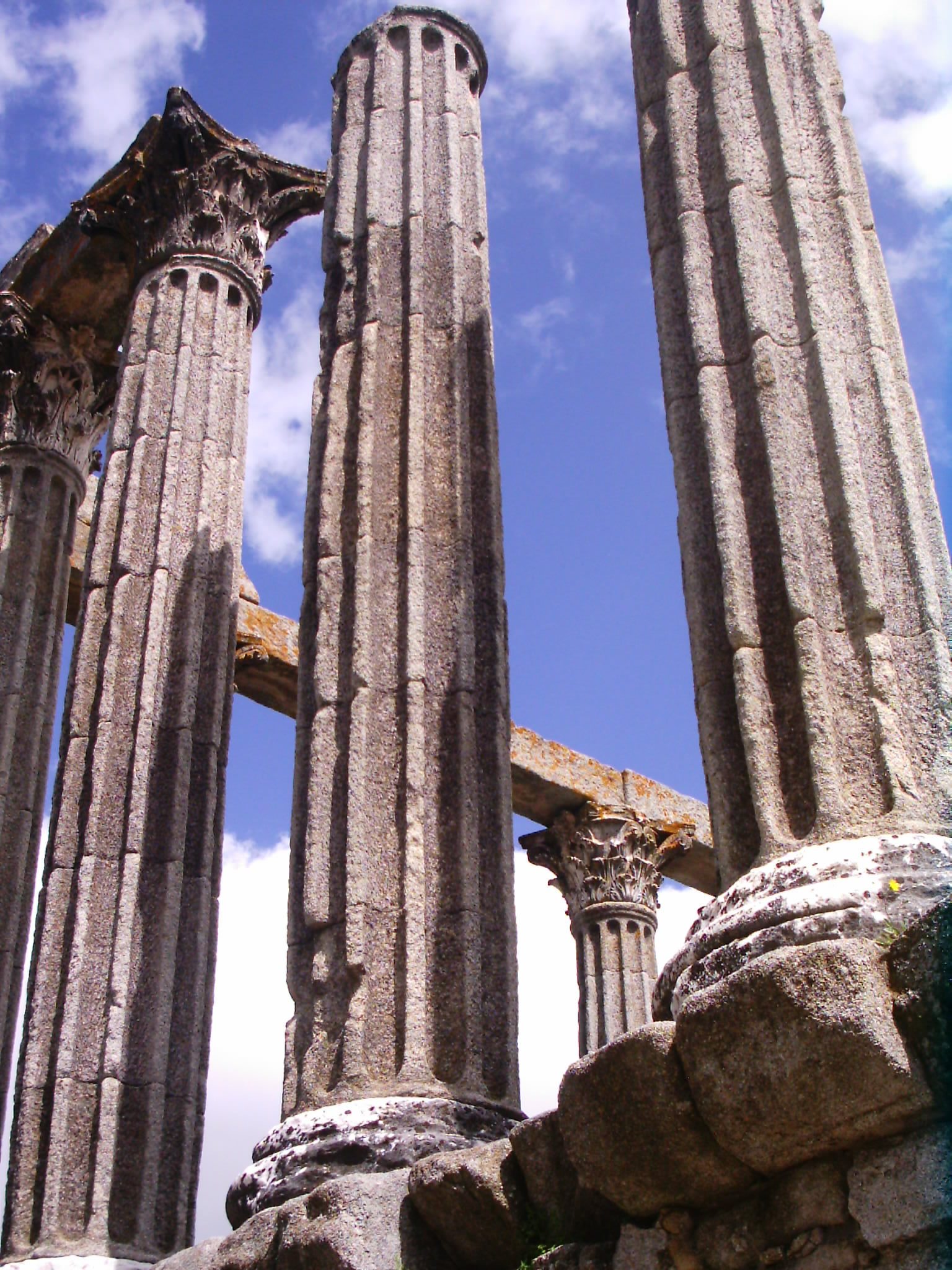
Канелюровані колони храму Діани в Еворі, Португалія

Канелю́ра (від фр. cannelure) — вертикальний жолобок на стовбурі пілястри або колони (такі колони називають канелюро́ваними, на відміну від гладких), а також горизонтальні жолобки на базі колони іонічного ордера.
З'явились на колонах в Єгипті (кінець 3 — початок 2 тис. до н. е., 8 або 16 канелюр на колону) і отримали подальший розвиток в античній архітектурі. Канелюрами, що йдуть паралельно від основи до вершини, можуть бути покриті колони будь-якого з п'яти ордерів класичної архітектури, крім тосканського. В доричному ордері застосовується не більше 20 канелюр на колону, мають форму третини кола і розділені кутом; в іонічному ордері — 24 канелюри, що мають форму півкола і розділені смужкою, в ширину має третину діаметра півкола. Іноді канелюри наносилися на корпус керамічних судин.
У кінці XIX століття Отто Вагнер використовував неглибокі паралельні канелюри для вертикального членування площин стін і пілястр. Вагнерівські канелюри завжди обриваються, не доходячи до землі; їх нижні кінці зазвичай утворюють звернений вниз трикутник. Ця деталь широко використовувалася майстрами петербурзького модерну.
Часто канелюрами прикрашають меблеві ніжки. Цей прийом використовується при виготовленні меблів в класичному стилі.
Галерея

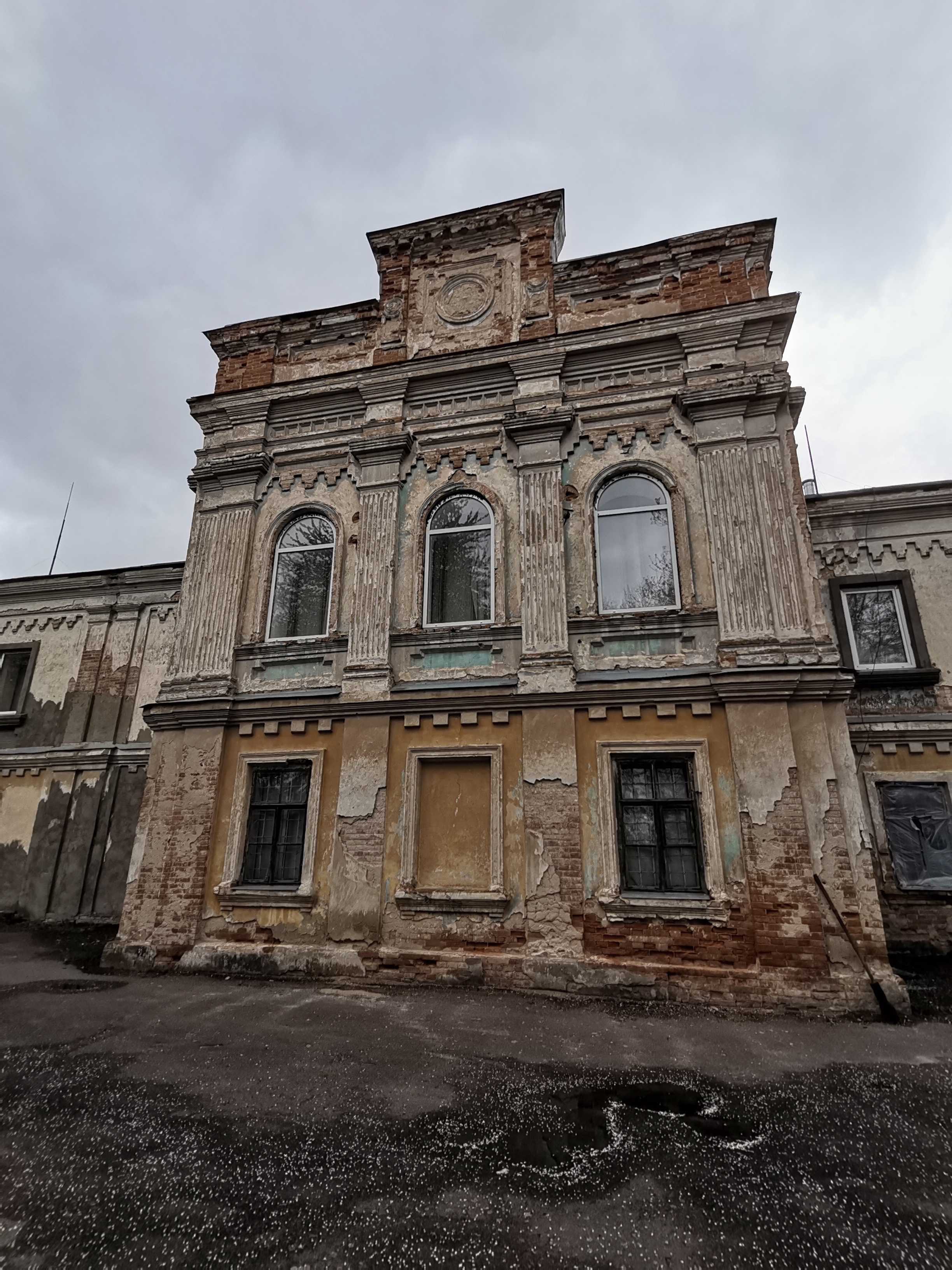
Кантелюра пілястрів другого поверху. Палац графині Понінської
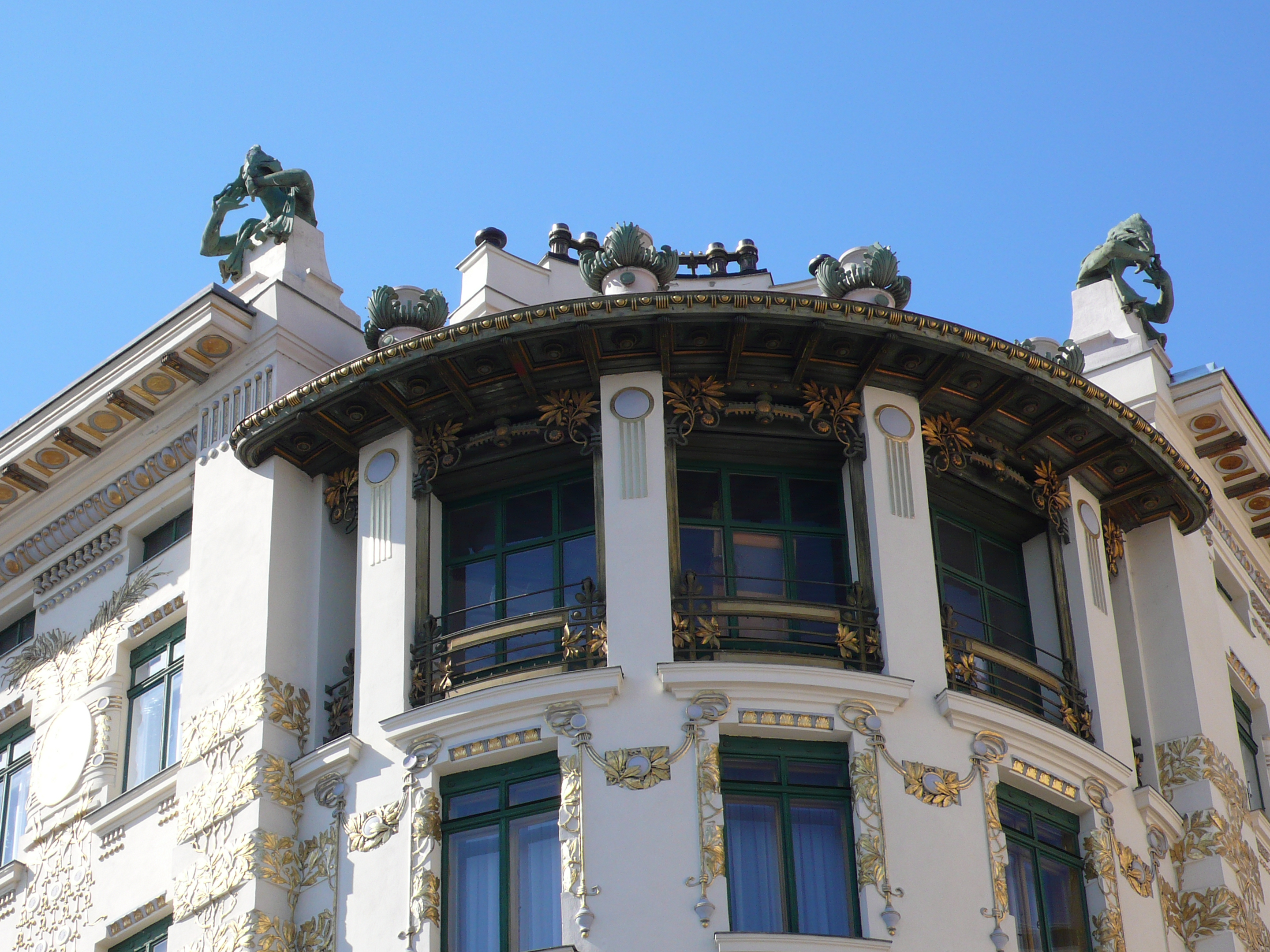
Канелюрування на колонах Отто Вагнера, Відень, 1898